# سانتا ريتا دو توكانتينز
سانتا ريتا دو توكانتينس بلدية في ولاية توكانتينز في المنطقة الشمالية من البرازيل.